# Palagnedra
Palagnedra foi uma comuna da Suíça, no Cantão Tessino, com cerca de 120 habitantes. Estendia-se por uma área de 16,38 km², de densidade populacional de 7 hab/km². Confinava com as seguintes comunas: Borgnone, Brissago, Cannobio (IT-VB), Cavaglio-Spoccia (IT-VB), Cursolo-Orasso (IT-VB), Intragna, Re (IT-VB).
A língua oficial nesta comuna era o Italiano.

## História
Em 25 de outubro de 2009, passou a formar parte da nova comuna de Centovalli.